# 平川市長選公職選挙法違反事件
平川市長選公職選挙法違反事件（ひらかわしちょうせん こうしょくせんきょほう いはんじけん）とは、2014年1月に青森県平川市において行われた市長選で発生した公職選挙法に違反する事件。

## 概要
市長に立候補をした人物への票を取りまとめる報酬として、複数の市議会議員が現金を授受していた。この市長に立候補した人物が、市議会議員の自宅を訪れ、現金の入った封筒を渡していた。青森県警は5月1日、この前市長でもある立候補した人物を公職選挙法違反容疑で逮捕している。現金を受け取った複数の市会議員も公職選挙法違反容疑で逮捕されている。
7月16日には新たに6人の市議会議員を逮捕し、これで20人いた市会議員のうちの15人が逮捕された。このうちの8人が辞職または失職しており、この8人の補欠選挙が7月28日に実施された。この補欠選挙の予算として、平川市は約2800万円を計上していた。
青森地方裁判所弘前支部で開かれた裁判によって以下の判決が言い渡された。
| 氏名       | 役職（逮捕時）     | 判決                                                                                  | 求刑                     | 出典   |
| ---------- | ------------------ | ------------------------------------------------------------------------------------- | ------------------------ | ------ |
| 大川喜代治 | 前平川市長         | 懲役2年 執行猶予5年                                                                   | 懲役2年                  | [ 4 ]  |
| （非公開） | 社会福祉法人理事長 | 懲役2年 執行猶予5年、追徴金20万円                                                     | 懲役2年、追徴金20万円    | [ 5 ]  |
| 山田尚人   | 平川市議           | 懲役1年 執行猶予5年、追徴金20万円                                                     | 懲役1年、追徴金20万円    | [ 6 ]  |
| 石田隆芳   | 平川市議           | 罰金20万円、公民権停止5年                                                             | 罰金20万円               | [ 7 ]  |
| 斎藤剛     | 平川市議           | 懲役10ヶ月 執行猶予5年、追徴金40万円                                                  | 懲役10ヶ月、追徴金40万円 | [ 6 ]  |
| 鳴海伸仁   | 平川市議           | 罰金30万円、追徴金20万円、公民権停止5年                                               | 罰金30万円、追徴金20万円 | [ 7 ]  |
| 大沢敏彦   | 平川市議           | 罰金30万円、追徴金20万円、公民権停止5年                                               | 罰金30万円、追徴金20万円 | [ 7 ]  |
| 小笠原勝則 | 平川市議           | 懲役1年 執行猶予5年、追徴金100万円                                                    | 懲役1年、追徴金100万円   | [ 8 ]  |
| 小野長道   | 平川市議           | 懲役6ヶ月 執行猶予5年、追徴金20万円                                                   | 懲役6ヶ月、追徴金20万円  | [ 9 ]  |
| 小田桐信勝 | 平川市議           | 懲役6ヶ月 執行猶予5年、追徴金20万円                                                   | 懲役6ヶ月、追徴金20万円  | [ 10 ] |
| 今俊一     | 平川市議           | 懲役6ヶ月 執行猶予5年、追徴金20万円                                                   | 懲役6ヶ月、追徴金20万円  | [ 10 ] |
| 対馬実     | 平川市議           | 懲役10ヶ月 執行猶予5年、追徴金20万円                                                  | 懲役1年、追徴金20万円    | [ 11 ] |
| 古川昭二   | 平川市議           | 懲役10ヶ月 執行猶予5年、追徴金20万円                                                  | 懲役1年、追徴金20万円    | [ 11 ] |
| 福士恵美子 | 平川市議           | 懲役10ヶ月 執行猶予5年、追徴金20万円                                                  | 懲役10ヶ月、追徴金20万円 | [ 12 ] |
| 佐々木利正 | 平川市議           | 懲役10ヶ月 執行猶予5年、追徴金20万円                                                  | 懲役1年、追徴金20万円    | [ 13 ] |
| 成田敏昭   | 平川市議           | 懲役10ヶ月 執行猶予5年、追徴金20万円                                                  | 懲役1年、追徴金20万円    | [ 13 ] |
| 古川敏夫   | 平川市議           | 懲役10ヶ月 執行猶予5年、追徴金20万円 （判決を不服とし、仙台高等裁判所秋田支部に控訴） | 懲役10ヶ月、追徴金20万円 | [ 14 ] |